# Хоцича-Мала
Хоцича-Мала (пол. Chocicza Mała, нім. Klein Gottschütz) — село в Польщі, у гміні Вжесня Вжесінського повіту Великопольського воєводства.
Населення — 149 осіб (2011).
У 1975-1998 роках село належало до Познанського воєводства.

## Демографія
Демографічна структура станом на 31 березня 2011 року:
|          | Загалом | Допрацездатний вік | Працездатний вік | Постпрацездатний вік |
| -------- | ------- | ------------------ | ---------------- | -------------------- |
| Чоловіки | 86      | 12                 | 66               | 8                    |
| Жінки    | 63      | 12                 | 42               | 9                    |
| Разом    | 149     | 24                 | 108              | 17                   |